# Marina Lwowna Syrowa
Marina Lwowna Syrowa (russisch Марина Львовна Сырова; wiss. Transliteration Marina L’vovna Syrova; * 4. Oktober 1961) ist eine russische Richterin. Sie wurde vor allem durch die Leitung des Gerichtsverfahrens gegen die Punkband Pussy Riot bekannt.

## Werdegang
Marina Syrowa hat 1984 ihr Jurastudium abgeschlossen und war mehr als 20 Jahre in der Staatsanwaltschaft tätig. Marina Syrowa ist Justizrat (russisch советник юстиции). Seit Juni 2006 hat sie das Amt einer Friedensrichterin inne. Seit 1. März 2008 ist Marina Syrowa Föderationsrichterin im Moskauer Rajon Chamowniki.

## Tätigkeit als Föderationsrichterin
Innerhalb von drei Jahren fällte Marina Syrowa 178 Urteile, davon einen Freispruch. In zwei Prozent der Fälle wurde das Verfahren mangels begangener Straftat eingestellt.
Im Februar 2010 verurteilte Syrowa den ehemaligen Direktor des Moskauer Jugendpalasts Pawel Sabelin zu acht Jahren, nachdem ihm Asyl in Estland gewährt worden war.
Im Jahre 2012 leitete Marina Lwowna Syrowa das Gerichtsverfahren gegen Pussy Riot. Auf Ansuchen der Vorsitzenden des Moskauer Stadtgerichts Olga Jegorowa wird Marina Syrowa  infolge zahlreicher Drohungen seit dem 16. August 2012 (dem Tag vor dem Urteil) staatlicher Schutz gewährt. Am 17. August 2012 wurde das Urteil gesprochen, das die drei Mitglieder der Band Pussy Riot für zwei Jahre in Lagerhaft schickt.